# Děrné
Děrné (deutsch Tyrn) ist ein Ortsteil von Fulnek in Tschechien. Das Dorf liegt in 310 m ü. M. in den Oderbergen einen Kilometer nordöstlich von Fulnek am Fuße des Děrenský kopec (Tyrnhügel) (395 m) und gehört dem Okres Nový Jičín an.

## Geschichte
Tyrn wurde 1293 erstmals urkundlich erwähnt. Bedeutendstes Baudenkmal ist die ursprünglich gotische Peter-und-Paul-Kirche aus der 2. Hälfte des 14. Jahrhunderts mit einem Kirchhof, die 1680 im Barockstil umgebaut wurde.
Am 1. April 1976 wurde Děrné mit dem Ortsteil Kostelec nach Fulnek eingemeindet.
1991 hatte der Ort 348 Einwohner. Im Jahre 2001 bestand das Dorf aus 108 Häusern, in denen 352 Menschen lebten.